# Bawukan
Bawukan is een bestuurslaag in het regentschap Klaten van de provincie Midden-Java, Indonesië. Bawukan telt 2948 inwoners (volkstelling 2010).